# 화순 운주사 석조불감앞 칠층석탑
화순 운주사 석조불감앞 칠층석탑(和順 雲住寺 石造佛龕앞 七層石塔)은 대한민국 전라남도 화순군 도암면 용강리, 운주사에 있는 칠층석탑이다. 2005년 7월 13일 전라남도의 유형문화재 제278호로 지정되었다.

## 현지 안내문
석조불감 바로 앞에 위치하고 있다. 주변의 다른 석탑이 큰 방형 지대석을 설치하여 기단을 대신한 것과 달리 규모가 작고 낮은 지대석 위에 1단 괴임을 마련하여 탑을 세웠다. 옥개석의 층급 받침은 약하여 상면에 탑신괴임이 생략되었다. 넓고 평평한 옥개석과 그 윗면 네 귀퉁이의 우동마루가 예리한 선을 이루지 않고 두툼하게 표현된 것은 백제계 석탑에서 나타나는 기법이어서 주목된다. 또한 옥개석의 폭과 탑신 높이의 체감이 전체적으로 안정감을 주는 탑으로 고려시대의 작품이라 추정된다.

## 같이 보기
- 운주사
- 화순 운주사 석조불감 (보물 제797호)

## 참고 자료
- 화순운주사석조불감앞칠층석탑 - 국가유산청 국가유산포털